# Урядова будівля (Парамарибо)
Урядова будівля (нід. Gouverneurshuis) є офіційною резиденцією уряду та президента Суринаму. Розташована на площі Незалежності (Onafhankelijkheidsplein), поруч з Національними зборами, будівлею Конгресу, Суду та Міністерства фінансів. Будівля резиденції є найяскравішим прикладом нідерландської колоніальної архітектури в Суринамі й є частиною всесвітньої спадщини ЮНЕСКО в Парамарибо.

## Історія
Перша будівля побудована на цьому місці в XVII столітті з дерева, як і багато будинків в Парамарибо.
Нині існуючий кам'яний палац побудований 1730 року, коли колишній генерал-губернатор Суринаму, Чарел Еміліус Хендрік де Чесс встав на чолі проекту з розширення палацу.
Перед капітальним ремонтом 1780 року на замовлення генерал-губернатора Бернарда Тексьєра, палац перебудовувався, але повільно занепадав. Коли Тексьєр вступив на посаду, він вирішив оселитися тут, на Gravenstraat 6. При реконструкції була додана велика галерея та третій поверх.
У 1911 році, палац був розширений до сьогоднішнього розміру, з додаванням портика та тераси. Десять років по тому було завершено західне крило. Будівля отримала багато декоративних доповнень, наприклад, арочні балконні балки та рельєфний герб Суринаму на фронтоні головного фасаду.
Раніше у палаці стояла статуя королеви Вільґельміни. Напередодні проголошення незалежності 25 листопада 1975 року вона була вивезена в Форт Зеландія, через побоювання її пошкодження.
Палац є символом досягнення незалежності, і з того часу більше відомий як Президентський палац («Het Presidentieel Paleis»).
Палац нині використовується для проведення державних і дипломатичних прийомів.

## Галерея

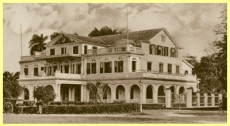
Палац в 1915
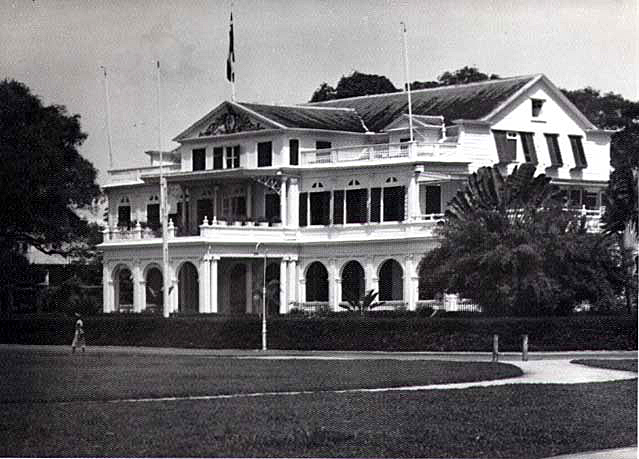
1955
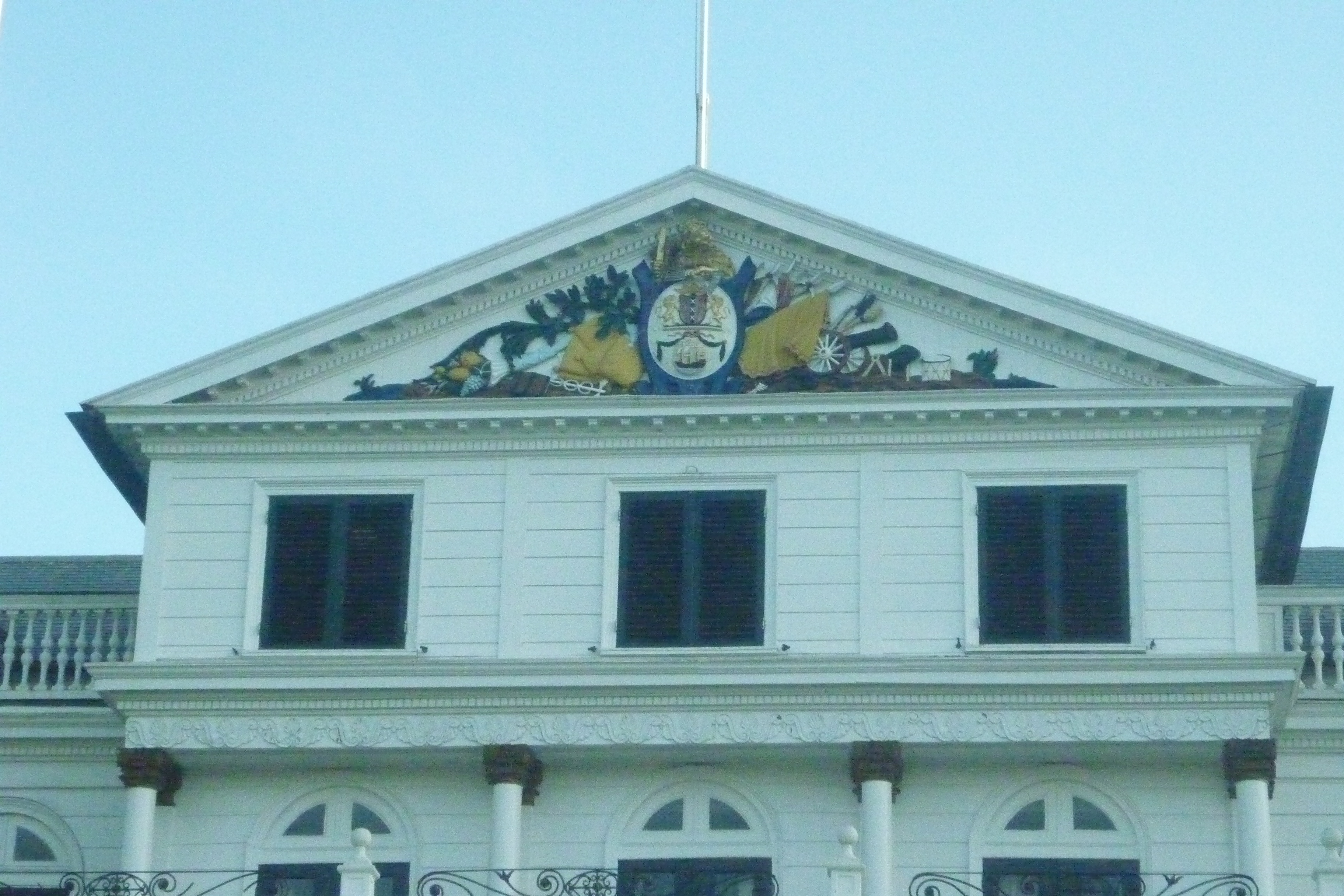
Історичний герб Суринаму на фронтоні
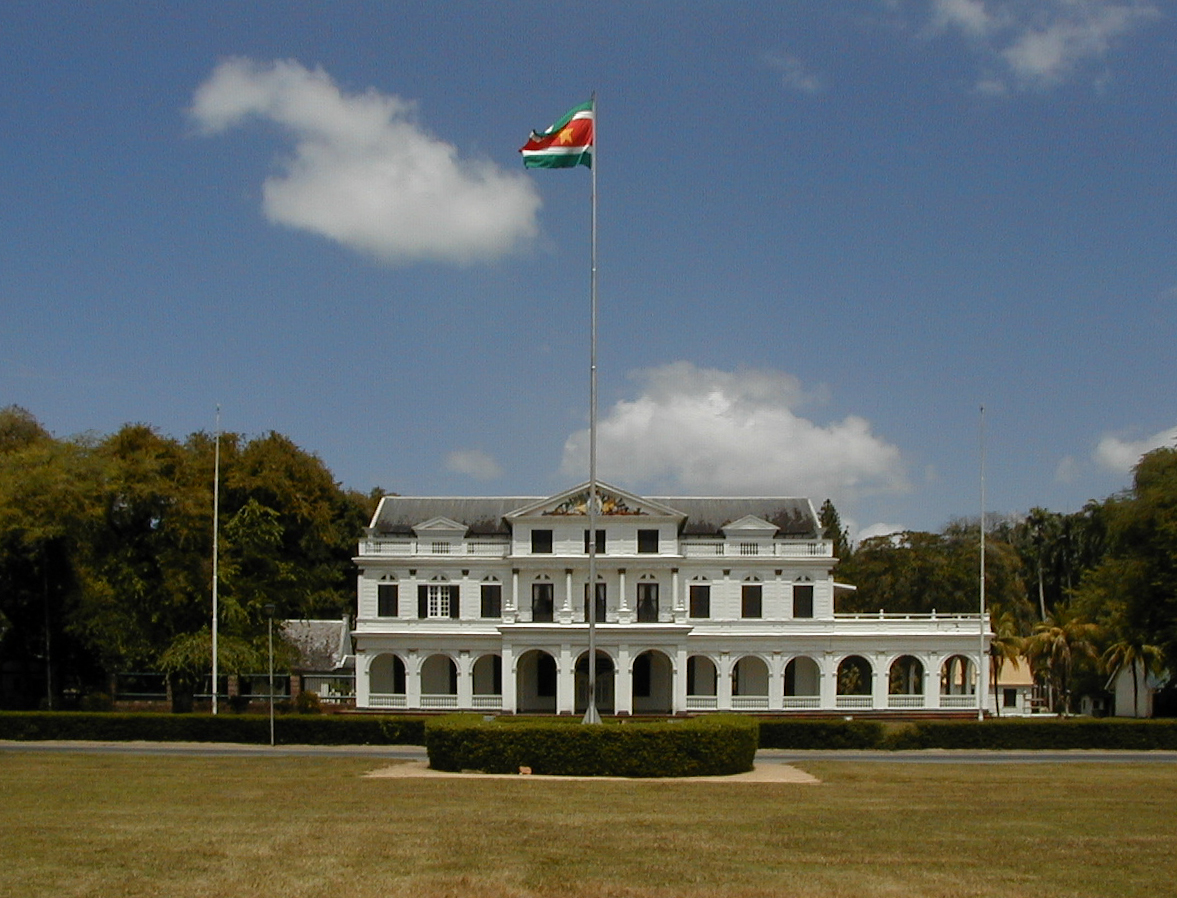
Вид на палац і головний флагшток
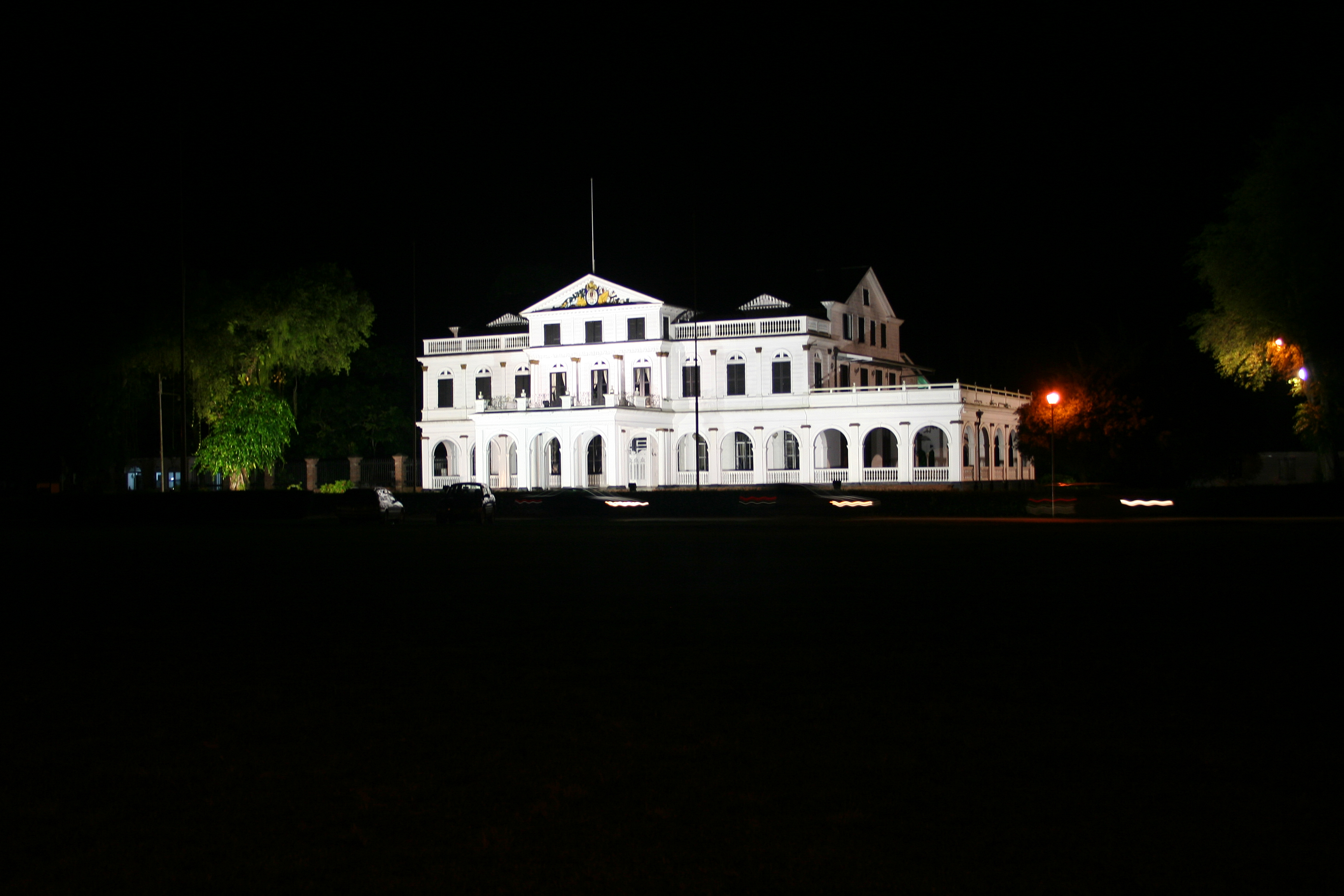
Підсвічування палацу вночі
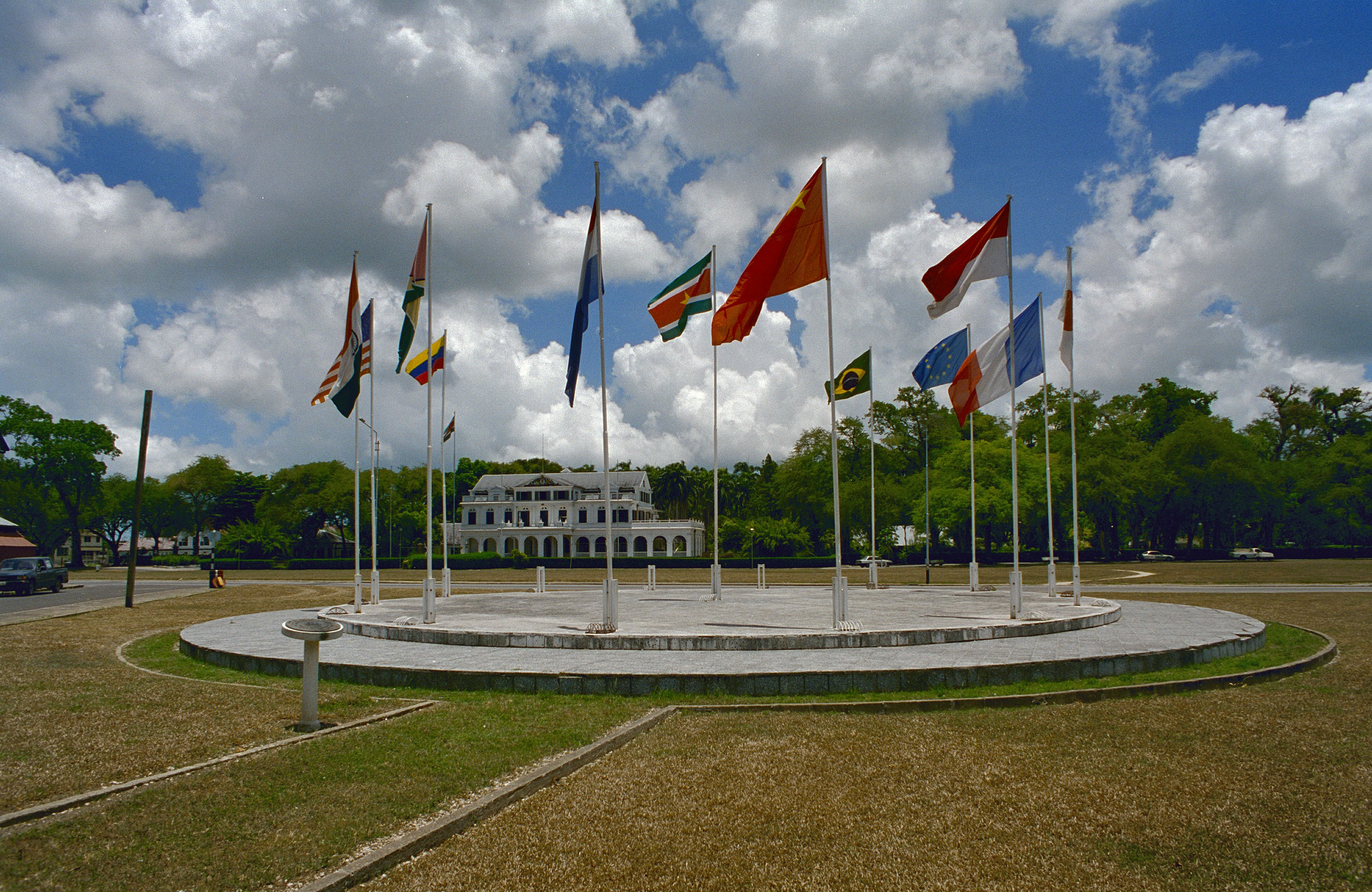
Майдан незалежності